# Le Nouveau Jean-Claude
Pour plus de détails, voir Fiche technique et Distribution.
Le Nouveau Jean-Claude est un film français réalisé par Didier Tronchet, sorti en 2002.

## Synopsis
Jean-Claude Tergal vit dans une certaine précarité, et cela agace son entourage. Il faut dire en effet qu'il fait la statue la journée, et qu'il livre des pizzas pendant la nuit. À cause de ce mode de vie, sa petite amie le quitte et Jean-Claude touche le fond. Ses amis l'aident, et il se voit entouré de Bob, son collègue boulimique et puceau, Luis, un frimeur musculeux, et Jeff, un chauffeur de taxi quelque peu perturbé. C'est alors que Jean-Claude rencontre Marianna, une jolie fille atteinte de troubles mentaux.

## Fiche technique
- Réalisation : Didier Tronchet
- Scénario : Didier Tronchet, d'après l'œuvre de Didier Tronchet
- Musique : Les Wriggles
- Montage : Anne Lafarge
- Photographie : Christophe Beaucarne
- Décors : Aline Bonetto
- Production : Gilles Legrand et Frédéric Brillion
- Sociétés de production : Canal+, Epithète Films, Gimages 5, M6 Films, Natexis Banques Populaires Images
- Société de distribution : Pathé Distribution
- Pays d'origine :  France
- Langue originale : français
- Format : couleur  - stéréo
- Genre : comédie
- Durée : 95 minutes
- Date de sortie : 
  - France : 26 juin 2002

## Distribution
- Mathieu Demy : Jean-Claude Tergal
- Clotilde Courau : Marianna
- Benoît Tachoires : Bob
- Richard Berry : Luis
- Darry Cowl : Jeff
- Michèle Garcia : Le sexothérapeute
- Véronique Boulanger : Agnes
- François Levantal : Marco, le vigile
- Marcel Gotlib : Le passant refoulé par le taxi
- Antoine Réjasse : Un musicien du restaurant

## Commentaire
Ce film est une adaptation de la bande dessinée de Tronchet, Jean-Claude Tergal paru dans le magazine Fluide glacial.
Une version bande dessinée du film a été publiée sous le titre Pizza Warrior chez Drugstorebd en 2002.

### Documentation
- Frédérique Pelletier, « Tronchet la joue Cowl », BoDoï, no 47,‎ décembre 2001, p. 9.